# Friedrich Marquart
Friedrich Marquart (* 8. Oktober 1889 in Fischbach am Inn; † 3. November 1983 in Arolsen) war ein deutscher Landrat und Mitglied des Provinziallandtages der preußischen Provinz Hessen-Nassau.

## Leben
Friedrich Marquart wurde als Sohn des Landwirts Johann Marquart und dessen Gemahlin Barbara Nikolaus geboren.
Nach seiner Schulausbildung war er als Privatförster in einem Revier in Tann in der Rhön tätig. Zum 1. Oktober 1930 trat er in die NSDAP ein (Mitgliedsnummer 330.911) und wurde Kreisgerichtsvorsitzender der Partei und von August 1934 bis 1936 deren Kreisleiter im Kreis Twiste. 1933 erhielt er ein Mandat für den Kurhessischen Kommunallandtag des Regierungsbezirks Kassel, aus dessen Mitte er zum Abgeordneten des Provinziallandtages der Provinz Hessen-Nassau bestimmt wurde. Nach seiner Mandatsniederlegung im April 1933 wurde er mit der kommissarischen Leitung des Landratsamtes Twiste beauftragt und Helmuth Friedrichs sein Nachfolger als Abgeordneter. Von Februar 1935 bis 1942 war er definitiv Landrat des Kreises Twiste. Anschließend übernahm er das Amt des Landrats im Landkreis Waldeck und übte es bis zu seiner Internierung 1945 aus. Nach seiner Entlassung im Jahre 1948 wurde er im Entnazifizierungsverfahren als minderbelastet eingestuft.
Marquart war in den Jahren 1936 bis 1939 Standartenführer im Nationalsozialistischen Fliegerkorps.
Dem DRK-Kreisverband stand er von 1940 bis 1945 als Kreisführer vor.